# 李子芳 (1910年)
李子芳（1910年5月3日—1942年4月29日），男，福建晋江人，中國共產黨黨員，革命烈士。

## 生平
李子芳生於福建省晋江县永寧鎮子英村，1924年到菲律賓半工讀，1927年返國，1933年4月加入中國共產黨，1934年起參與紅軍長征。中日戰爭爆發後，嘗任新四軍政治部組織部部長等職，1941年皖南事變期間被国军俘虜，後被關入上饒集中營。在集中營中，李子芳仍擔任中共秘密支部書記，1942年4月29日在集中營內被國民黨使人殺害。